# بيتر غيرهاردسون
بيتر غيرهاردسون (بالسويدية: Peter Gerhardsson)‏ (22 أغسطس 1959 بالسويد - ) هو مدرب كرة قدم ولاعب كرة قدم سويدي في مركز الهجوم. لعب مع نادي هاماربي لكرة القدم وEnköpings SK FK ‏ وHammarby IF ‏ ونادي فاسالوندس وUpsala IF ‏.

## وصلات خارجية
- بيتر غيرهاردسون على موقع الاتحاد الدولي (مؤرشف)  (الإنجليزية)
- بيتر غيرهاردسون على موقع قاعدة بيانات كرة القدم.إي يو (الإنجليزية)
- بيتر غيرهاردسون على موقع عالم كرة القدم.نت (الإنجليزية)
- بيتر غيرهاردسون على موقع أوليمبيديا (الإنجليزية)